# Martín Bouvier
Juan Martín Bouvier (n. Luján, provincia de Buenos Aires, Argentina, 6 de mayo de 2005) es un futbolista argentino, que se inició en las inferiores del sport club cañadense, su posición es de defensor central. Actualmente integra el plantel del sport club cañadense, de la liga cañadense de Argentina.

## Características
Bouvier es un jugador que se destaca por ser un defensor férreo y con buen juego aéreo. Hizo su debut en reserva a los 18 años convirtiendo un gol que es muy recordado por la gente del sport.

## Clubes
| Club                 | País      | Año         | PJ  | Goles |
| -------------------- | --------- | ----------- | --- | ----- |
| sport club cañadense | Argentina | 2010 - 2024 | 250 | 10    |

## Palmarés

### Campeonatos nacionales
| Título         | Club  | País      | Año  |
| -------------- | ----- | --------- | ---- |
| Liga cañadense | Sport | Argentina | 2018 |